# LV999の村人
『LV999の村人』（レベルきゅうひゃくきゅうじゅうきゅうのむらびと）は、星月子猫による日本のライトノベル。2015年7月から2018年12月まで『小説家になろう』にて連載され、2016年4月から2019年1月まで書籍版がKADOKAWAより刊行された。イラストはふーみが担当。
メディアミックスとして、『月刊コンプエース』（KADOKAWA）にて岩元健一によるコミカライズ版が2017年7月号より連載されている。また、梅原裕一郎のナレーションによるTVCMが放映されている。

## あらすじ
この世界に生まれた者は王族・勇者・魔法使いなど、個人の生き方を決定づける役割が与えられ、その中には世界を豊かにするためだけに存在する「村人」という最弱の役割もあった。村人は力を持たないためこの世界では他の役割を持つ人々に守られるだけの存在であり、主人公・鏡浩二もその一人であった。鏡は2歳のころにこの世で必要なものが金であることを理解し、金を稼ぐためには強さが必要であることから、20年間寝る間も惜しんでモンスターを倒しまくった。その結果、鏡は平均LVが10の村人であるにもかかわらず、LV999に到達する。

## 登場人物
鏡浩二（かがみ こうじ）
役割は村人。22歳。
アリス・バルネシオ
役割は人類の敵である魔族。13歳。
タカコ・ビルダー
役割は武闘家。27歳。
レックス・チクビボーイ
役割は勇者。21歳
神無月＝クルル・ヘキサルドリア（かんなづき＝クルル・ヘキサルドリア）
役割は賢者。18歳。
パルナ・ビオーレ
役割は魔法使い。22歳。
ティナ・ビルス
役割は僧侶。16歳。

## 評価
「みんなが選ぶ!!電子コミック大賞2019」にて本作のコミカライズが大賞を受賞した。
「ピッコマAWARD 2020」では本作のコミカライズがTERRA賞を受賞した。
2019年1月時点でシリーズ累計部数は90万部、2024年8月時点で電子書籍を含むコミックス累計部数は340万部をそれぞれ突破している。

## 既刊一覧

### 小説
- 星月子猫（著）・ふーみ（イラスト） 『LV999の村人』 KADOKAWA、全8巻
  1. 2016年5月11日初版発行（4月30日発売[7]）、ISBN 978-4-04-734117-3
  2. 2016年9月12日初版発行（8月31日発売[8]）、ISBN 978-4-04-734286-6
  3. 2016年12月28日初版発行（同日発売[9]）、ISBN 978-4-04-734411-2
  4. 2017年5月31日初版発行（同日発売[10]）、ISBN 978-4-04-734666-6
  5. 2017年9月30日初版発行（同日発売[11]）、ISBN 978-4-04-734847-9
  6. 2018年2月5日初版発行（同日発売[12]）、ISBN 978-4-04-735026-7
  7. 2018年7月5日初版発行（同日発売[13]）、ISBN 978-4-04-735244-5
  8. 2019年1月25日初版発行（同日発売[14]）、ISBN 978-4-04-735417-3

### 漫画
- 星月子猫（原作）・ふーみ（キャラクター原案）・岩元健一（作画） 『LV999の村人』 KADOKAWA〈角川コミックス・エース〉、既刊18巻（2025年2月26日現在）
  1. 2017年12月26日初版発行（同日発売[15]）、ISBN 978-4-04-106300-2
  2. 2018年2月26日初版発行（同日発売[16]）、ISBN 978-4-04-106304-0
  3. 2018年6月26日初版発行（6月25日発売[17]）、ISBN 978-4-04-107063-5
  4. 2019年1月26日初版発行（1月25日発売[18]）、ISBN 978-4-04-107810-5
  5. 2019年7月26日初版発行（7月25日発売[19]）、ISBN 978-4-04-108472-4
  6. 2019年12月26日初版発行（同日発売[20]）、ISBN 978-4-04-108473-1
  7. 2020年5月26日初版発行（同日発売[21]）、ISBN 978-4-04-109627-7
  8. 2020年10月26日初版発行（同日発売[22]）、ISBN 978-4-04-109628-4
  9. 2021年2月26日初版発行（同日発売[23]）、ISBN 978-4-04-109629-1
  10. 2021年8月26日初版発行（同日発売[24]）、ISBN 978-4-04-111673-9
  11. 2022年2月26日初版発行（同日発売[25]）、ISBN 978-4-04-111799-6
  12. 2022年8月26日初版発行（同日発売[26]）、ISBN 978-4-04-112850-3
  13. 2023年2月25日初版発行（同日発売[27]）、ISBN 978-4-04-112851-0
  14. 2023年5月26日初版発行（同日発売[28]）、ISBN 978-4-04-113690-4
  15. 2023年11月25日発売[29]、ISBN 978-4-04-113691-1
  16. 2024年2月26日発売[30]、ISBN 978-4-04-113692-8
  17. 2024年8月26日発売[31]、ISBN 978-4-04-115218-8
  18. 2025年2月26日発売[32]、ISBN 978-4-04-115864-7